# Эльгенштьерна, Густав
Густав Магнус Эльгенштьерна (швед. Gustaf Magnus Elgenstierna; 26 августа 1871, Вингокер — 21 марта 1948, Лидингё) — шведский почтовый работник и генеалог. В 1919—1937 годах он являлся инспектором Главной почтовой администрации, а c 1924 года состоял членом совета Шведской дворянской ассоциации, а также — Датско-норвежского общества генеалогии и личной истории. Известен благодаря своей девятитомной генеалогии шведского дворянства «Den introducerade svenska adelns ättartavlor med tillägg och rättelser», опубликованной в 1925—1936 годах; кавалер ордена Полярной звезды (1936).

## Биография
Густав Эльгенштьерна родился 26 августа 1871 года в Вингокере в семье Карла Эльгенштьерна и Эвелины Петерсон. Густав окончил среднюю школу и стал студентом в 1891 году; в 1902 году он начал работать почтальоном, получив пост первого почтальона уже в годы Первой мировой войны, в 1915. Он занимал должность контролёра на Главной почтовой службе в период с 1919 по 1937 год; был «комиссаром по продаже книг» (швед. bokauktionskommissarie) в Стокгольме в 1906—1911 годах и членом совета Шведской дворянской ассоциации (швед. Svenska adelsförbundet) с 1924 года. В том же, 1924, году он стал членом-корреспондентом Датско-норвежского общества генеалогии и личной истории (швед. Samfundet för dansk-norska Genealogiska och Personhistoriska); четыре года спустя он присоединился к Генеалогическому обществу Финляндии и вошёл в состав Королевского общества по публикации рукописей, касающихся истории Скандинавии (1927) — за публикацию серии рукописей по истории региона. В 1937 году он стал почетным (полноправным) членом Датско-норвежского общества генеалогии.
В Швеции Эльгенштьерна являлся одним из наиболее известных генеалогов и издателей генеалогических и биографических работ. Так свою работу о чиновниках города Кёпинг (лен Вестманланд), занимавших посты в 1605—1905 годах (Köpings stads tjänstemän 1605—1905), вышедшую в 1907 году, он дополнил серией небольших журнальных статьей в издании «Personhistorisk tidskrift». Он также инициировал издание и стал редактором генеалогического журнала «Svenska släktkalendern», занимая данный пост более трёх десятилетий — с 1911 по 1944 год. С 1938 года и до своей смерти он был редактором календаря «Sveriges ridderskaps och adels kalender», издававшегося шведской дворянской ассоциацией «Riddarhuset».
Имя «Эльгенштьерна» стало практически синонимом его девятитомной генеалогии шведского дворянства — работе, опубликованной в 1925—1936 годах и основанной на предшествующем генеалогическом издании Габриэля Анрепса (1821—1907), вышедшем в XIX веке. В подготовке справочника, помимо множества генеалогов, принимали участие профессор Готфрид Карлссон, член архивного совета Йохан Аксель Альмквист, директор Говерт Индебету и преподаватель Вильгельм Юнгфорс. Густав Эльгенштьерна был награжден орденом Вазы (1929) и орденом Полярной звезды (1936); он умер 21 марта 1948 года в Лидингё.

## Работы
- Den introducerade svenska adelns ättartavlor, vols 1-9, Stockholm 1925—1936.

## Семья
12 ноября 1908 года в Стокгольме Густав Эльгенштьерна женился на Кларе Эмилии Сандберг (12 августа 1877—1954) — дочери почтмейстера (начальника почтового управления) Густава Вильгельма Сандберга и его жены Иды Софии Элеоноры Штернкройц.